# Mađarski divokozjak
Mađarski divokozjak (madžarski divokozjak, lat. Doronicum hungaricum), bljna vrsta iz porodice glavočika raširena od obala Sredozemlja i Jadrana na istok do Ukrajine. Jedna je od četiri vrste divokozjaka koji rasti i u Hrvatskoj, gdje je kritično ugrožena zbog pretvaranja travnjaka u oranice.
To je trajnica koja naraste do 80cm visine s obično jednom žutom cvjetnom glavicom na vrhu stabljike. 
Česta je po suhim stepskim travnjacima. U Hrvatskoj je zabilježena samo na biljskom groblju (Nikolić i Topić, 2005).
Po svom životnom obliku je hemikriptofit.